# Leopold Landsberg

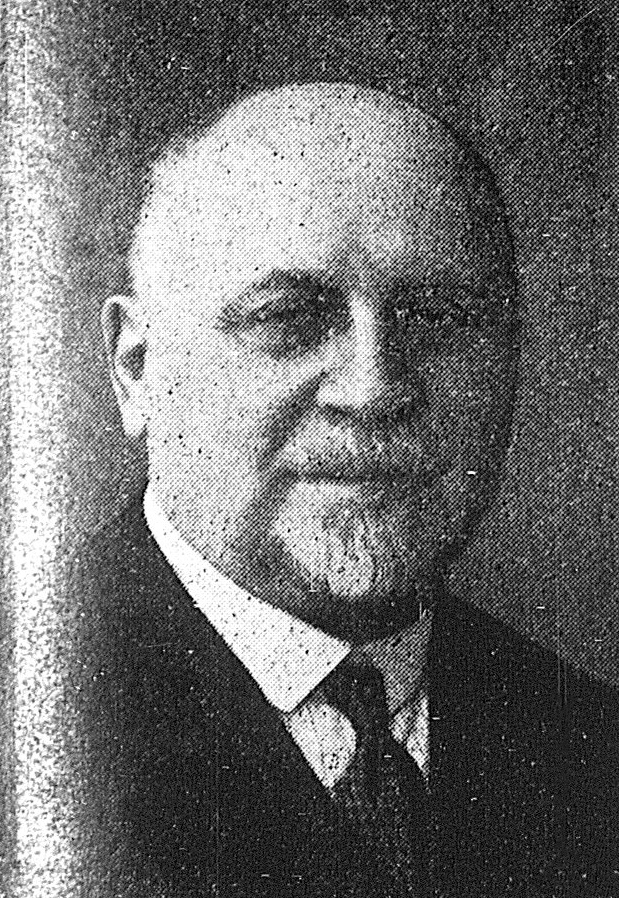
Leopold Landsberg

Leopold vel Liber Landsberg (ur. 10 czerwca 1861 w Warszawie, zm. 4 czerwca 1935 w Łodzi), fabrykant łódzki, działacz społeczny. 

## Rodzina
Był synem Mendla Landsberga, kupca, i Łai Lewek (Lewin). Miał dwóch starszych braci Hilarego (Hilela) (1843-1898) i Aleksandra (Abrama Lajba) (1859-1928), fabrykantów sukna w Tomaszowie Mazowieckim. 

## Działalność
W 1885 osiedlił się w Łodzi i przy ul. Łąkowej założył fabrykę manufaktury wełnianej. Fabryka ta w 1905 produkowała ubrania damskie na rynek wschodni (rosyjski), zatrudniając 70 robotników. 
W okresie międzywojennym fabryka Leopolda Landsberga, przeniesiona na ul. Śródmiejską (ob. S. Więckowskiego) działała pod nazwą Tkalnia Mechaniczna Wyrobów Wełnianych, produkując tkaniny czesankowe gładkie i deseniowe (głównie na rynek krajowy). 
Leopold Landsberg działał w Związku Fabrykantów Łódzkich Przemysłu Kamgarnowego i Szewiotowego, pełniąc funkcję skarbnika. Był jednym z założycieli Tomaszowskiej Fabryki Sztucznego Jedwabiu. Udzielał się społecznie. Był wieloletnim członkiem zarządu, potem prezesem Żydowskiego Towarzystwa Pielęgnowania Chorych „Bykur Cholim” i Komitetu „Uzdrowiska”. 